# Kalle Westerlund
Karl Mauritz „Kalle” Westerlund (ur. 22 września 1897 w Helsinkach, zm. 11 lutego 1972 tamże) – fiński zapaśnik, brązowy medalista olimpijski z igrzysk olimpijskich w 1924 w Paryżu.

## Życiorys
Walczył w stylu klasycznym. Brał udział w jednych igrzyskach olimpijskich (1924 w Paryżu), medal zdobył w wadze lekkiej (do 67,5 kg), za swym rodakiem Oskarim Frimanem i Węgrem Lajosem Keresztesem. Zajął 4. miejsce w tej kategorii wagowej na  mistrzostwach świata w 1921.
Jego bracia Emil i Edvard byli również zapaśnikami i olimpijczykami (Edvard złotym medalistą w 1924 i brązowym w 1928).
Mistrz kraju w stylu klasycznym w 1927; trzeci w 1920, 1922 i 1924 roku. 

## Letnie Igrzyska Olimpijskie 1924
| Konkurencja            | Rundy eliminacyjne | Rundy eliminacyjne         | Rundy eliminacyjne      | Rundy eliminacyjne   | Rundy eliminacyjne            | Rundy eliminacyjne     | Klas. końcowa |
| Konkurencja            | Przeciwnik I       | Przeciwnik II              | Przeciwnik III          | Przeciwnik IV        | Przeciwnik V                  | Przeciwnik VI          | Miejsce       |
| ---------------------- | ------------------ | -------------------------- | ----------------------- | -------------------- | ----------------------------- | ---------------------- | ------------- |
| 67,5 kg styl klasyczny | Fuat Akbaş (TUR) Z | Pierre Christoffel (BEL) Z | Lajos Keresztes (HUN) P | Alfred Praks (EST) Z | František Kratochvíl (CSK) WO | Albert Kusnets (EST) Z |               |